# Никифор Вриений (етнарх)
Никифор Вриений (на гръцки: Νικηφόρος Βρυέννιος) е византийски генерал/военачалник, етнарх и бунтовник против император Михаил VI Стратиот.
Никифор Вриений служи при император Константин IX Мономах като етнарх в тема Македония, където командва чуждестранни наемни контингенти. През 1051 г. той побеждава печенезите, които много години ограбват балканските провинции. През 1054 г. той участва със своята македонска войска в поход против селджуките.
Когато Константин IX през януари 1055 г. е на смъртно легло, Никифор Вриений е към военните, които искат дука на тема България Никифор Протевон († 1055) на трона на Константинопол. Този план се проваля от зълвата на Константин Теодора III, която вкарва съперника в манастир и поема управлението след смъртта на Константин. Никифор Вриений е уволнен и заточен.
След смъртта на Теодора на 31 август 1056 г. следващият император Михаил VI Стратиот извиква обратно Никифор Вриений от изгнанието. Той получава предишния си ранг, но не и отчуждените си имоти. Той е изпратен през 1057 г. отново с контингент от 3000 мъже за подкрепа на заплашената от селджуките тема Кападокия и той решава да свали Михаил VI. Той разчита на недоволните известни генерали от Изтока, между тях Исак I Комнин. При пристигането му в Кападокия Вриений наказва един императорски чиновник, който не му се подчинява и го вкарва в затвор. Офицерите, които имат конфликт заради заплащането им не го следват, пленяват го и го ослепяват и го закарват в Константинопол. Това кара неговият съюзник Исак I Комнин да узурпира. На 30 август 1057 г. Михаил VI е свален от трона.
Никифор Вриений е баща на узурпатора Никифор Вриений Стари († 1094) и Йоан Вриений († 1078). Дядо е на историка Никифор Вриений († 1137), женен за Анна Комнина, дъщеря на император Алексий I Комнин.